# Kappa1 Sculptoris
Título a ser usado para criar uma ligação interna é Kappa1 Sculptoris.
Kappa1 Sculptoris (51 Sculptoris) é uma estrela na direção da constelação de Sculptor. Possui uma ascensão reta de 00h 09m 21.02s e uma declinação de −27° 59′ 16.5″. Sua magnitude aparente é igual a 5.42. Considerando sua distância de 224 anos-luz em relação à Terra, sua magnitude absoluta é igual a 1.24. Pertence à classe espectral F3V.